# Eleocharis macounii
Eleocharis macounii är en halvgräsart som beskrevs av Merritt Lyndon Fernald. Eleocharis macounii ingår i släktet småsäv, och familjen halvgräs. Inga underarter finns listade i Catalogue of Life.